# Shiwan
Shiwan is een stad in de prefectuur Foshan in de provincie Guangdong in China. 
Het werkkamp Foshan heropvoeding door werk bevindt zich in Shiwan. Het totale bevolkingsaantal bedraagt 42.700. 